# Yankee Stadium
Yankee Stadium är en basebollarena i New York i delstaten New York i USA. Arenan är främst hemmaarena för New York Yankees som spelar i American League, en av de två ligorna i Major League Baseball (MLB). Även New York City som spelar i Major League Soccer (MLS) spelar sina hemmamatcher i arenan.

## Historia
New Yorks borgmästare Rudy Giuliani skrev 2001 på ett avtal som bland annat innebar att staden skulle stå för halva kostnaden, cirka 800 miljoner dollar, för nya arenor för både New York Yankees och New York Mets. Avtalet fick kritik, och den nye borgmästaren Michael Bloomberg beslutade 2002 att hoppa av avtalet på grund av de höga kostnaderna. Klubbarna fick i stället betala för arenorna själva.
Yankee Stadium, som ersatte Yankees tidigare arena, vilken också hette Yankee Stadium, började byggas tvärs över gatan från den gamla arenan i området Bronx i augusti 2006 och öppnades i april 2009, till en byggkostnad av cirka 2,3 miljarder dollar. Arkitektfirman HOK Sport Venue Event ritade arenan efter anvisningar från Yankees. Man gjorde stora ansträngningar att efterlikna gamla Yankee Stadium på alla sätt (fast med moderniteter såsom över 1 100 hd-tv-monitorer), bland annat försågs taket med en likadan bågfris som den gamla arenan hade före 1974 och spelplanen fick samma storlek som den gamla, även om den inte blev exakt likadan. På det sättet hoppades man att en del av gamla Yankee Stadiums aura och mystik skulle följa med till den nya arenan.
Det förekom även en del rent vidskepliga inslag vid byggandet och invigningen av nya Yankee Stadium. En av byggnadsarbetarna, som höll på ärkerivalerna Boston Red Sox, grävde under byggandet av arenan ned en Red Sox-tröja under bortalagets avbytarbänk (dugout). Efter att ha avslöjats tvingades han att hjälpa till att gräva upp tröjan igen. I motsatt syfte lades det basebollträ, som Babe Ruth använde när han slog den första homerun i gamla Yankee Stadium 1923, ned på home plate just innan Yankees skulle slå för första gången i första matchen i den nya arenan.

## Kännetecken
Mellan ytterväggen och själva läktarna finns ett cirka 100 000 m² stort utrymme som kallas The Great Hall, med sju våningars takhöjd. Där hänger 20 stora planscher föreställande gamla och nuvarande Yankees-stjärnor.
En annan del av arenan värd att nämnas är Monument Park bortom center field, där Yankees hyllar sina gamla hjältar med små statyer och minnestavlor. Det finns även ett Yankees-museum vid en av ingångarna, med bland annat en Ball Wall med hundratals autografförsedda basebollar.

## Omdömen
Yankee Stadium har fått mycket beröm för sin design och sina moderna faciliteter, men kritiska röster har också hörts. Till exempel är biljettpriserna mycket höga, framförallt på raderna närmast spelplanen. Dessa biljetter har varit svårsålda, vilket lett till tv-bilder som visat nästan tomma läktare bakom home plate. Platserna närmast spelplanen är också avskilda från resten av platserna med vad som kallats en "vattengrav av betong". Supportrar från andra sektioner får inte gå dit och fråga efter autografer innan matcherna, vilket annars är populärt.
Yankee Stadium kritiserades också från början för att det skulle vara alltför lätt att slå homeruns där. Man spekulerade i att det kunde bero på vindförhållandena i arenan, men detta motsades av ett par studier.

## Användning
Förutom baseboll har Yankee Stadium använts för bland annat boxning, amerikansk fotboll, fotboll, ishockey och konserter.

## Fotogalleri

Yankee Stadiums planstorlek.
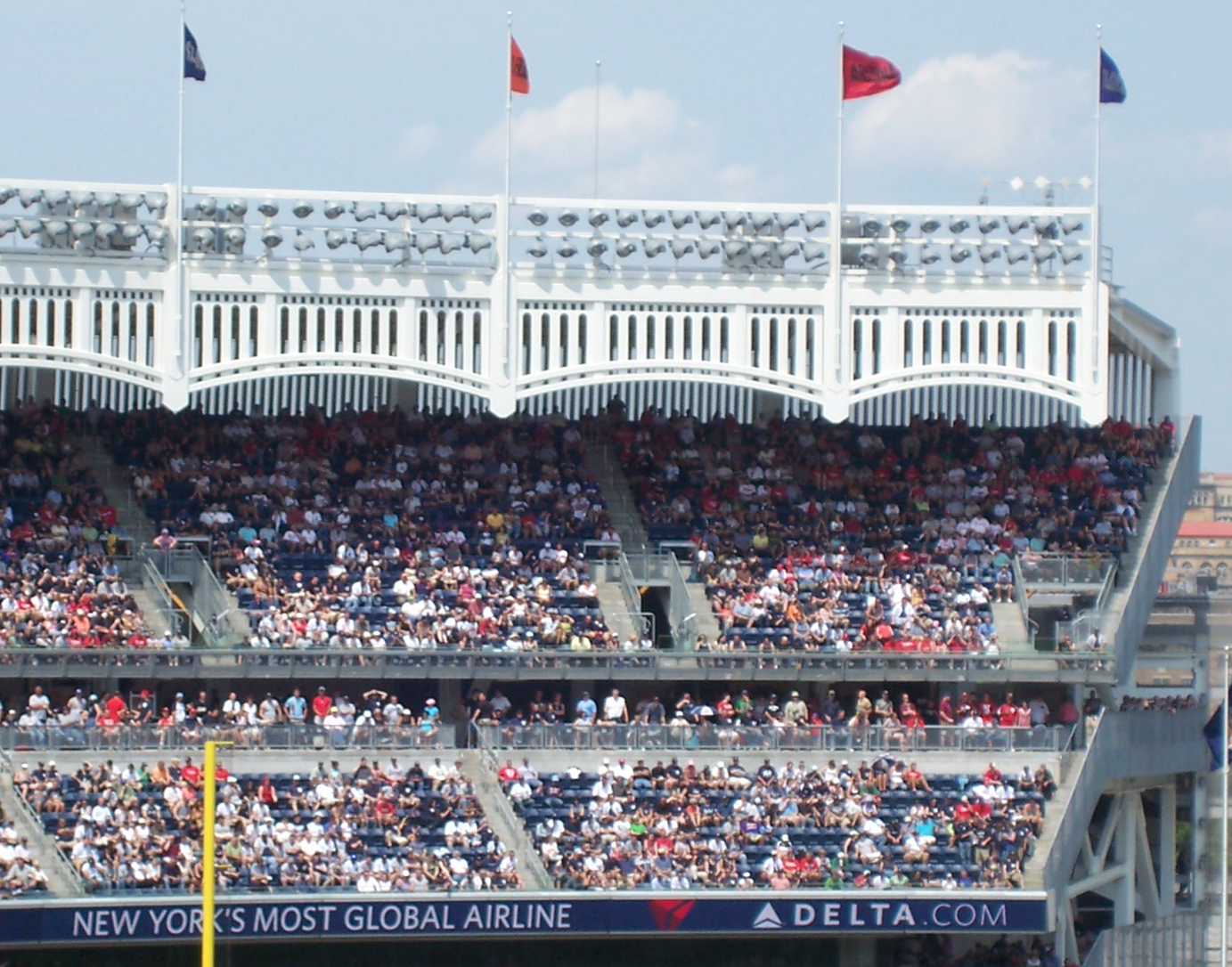
Bågfrisen på taket påminner om gamla Yankee Stadium.
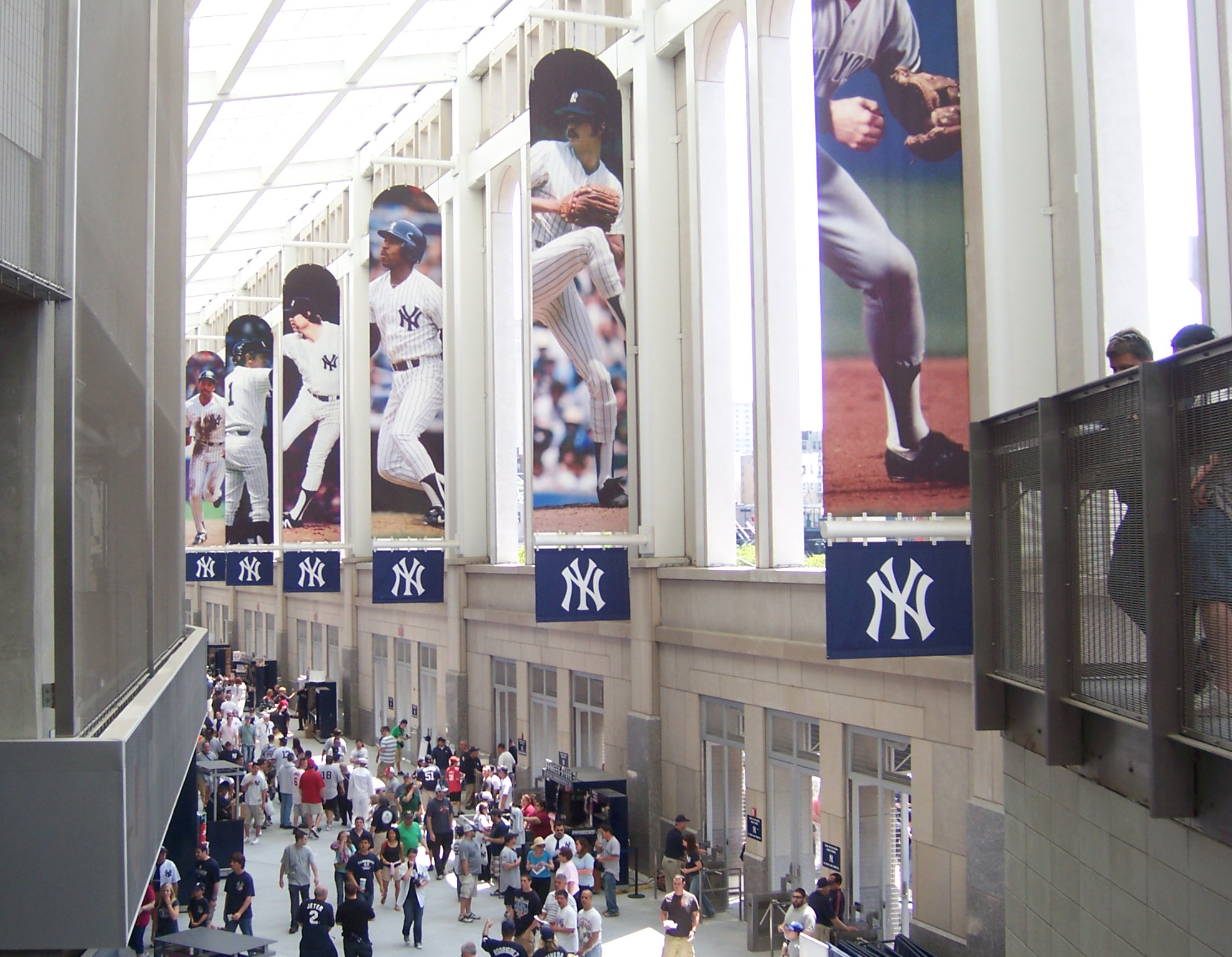
The Great Hall.
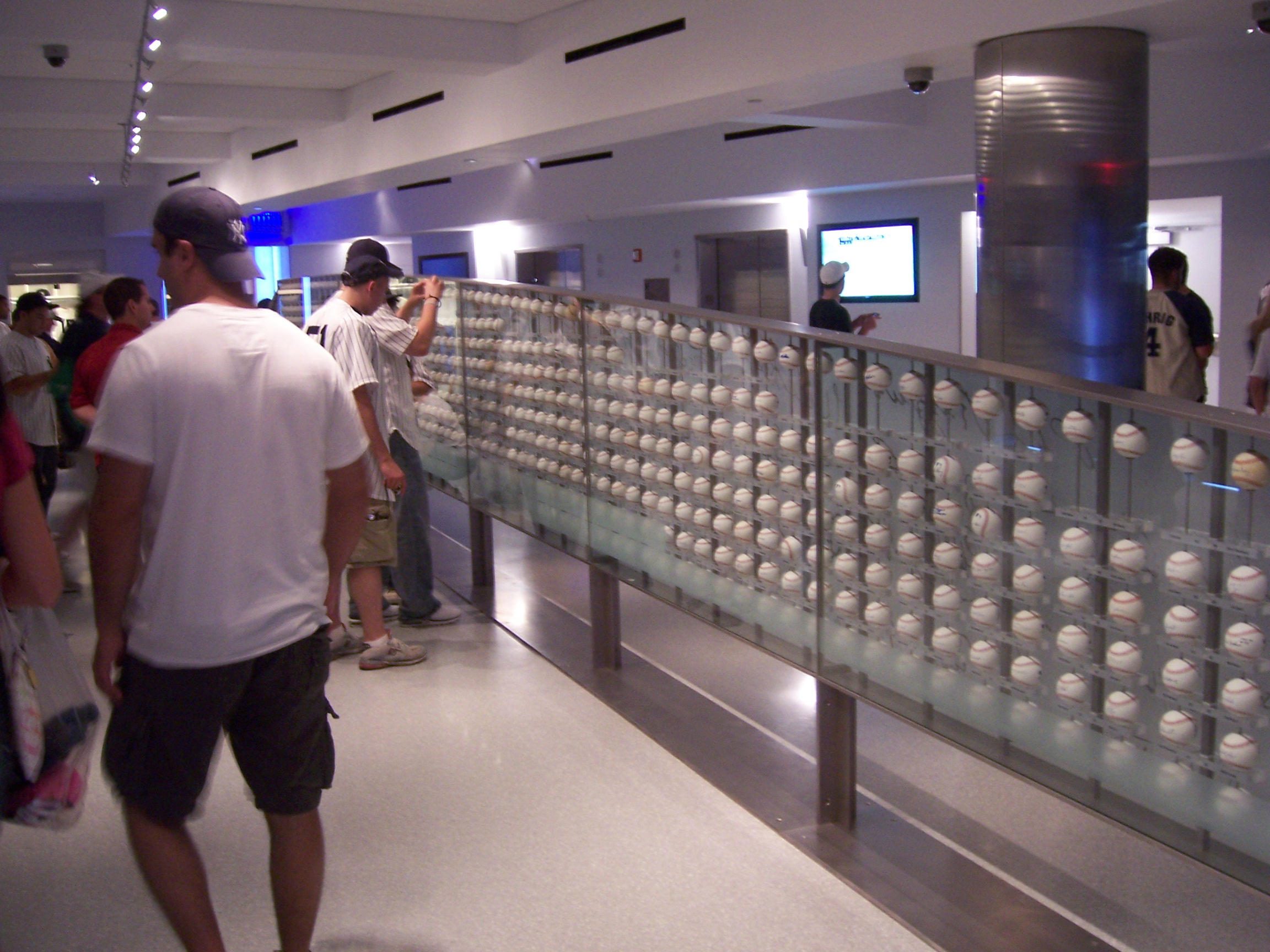
Ball Wall i Yankees-museet.